# Lennart Hedmark
Lennart Hedmark, född den 18 maj 1944 i Skellefteå, är en svensk före detta spjutkastare och mångkampare. 
Han tävlade för Skellefteå AIK (1968), Hässelby SK och IF Göta, Karlstad (1972–1976), samt KA2 IF. 
1968 placerade sig Hedmark på 11:e plats i tiokamp med 7 481 poäng, vid de Olympiska sommarspelen i Mexico City.
Vid Europamästerskapen 1971 vann Hedmark EM-silver i tiokampen.
Han deltog även vid de Olympiska sommarspelen i München 1972 men bröt efter tre grenar på grund av skada.
1976 placerade han sig på 8:e plats vid de Olympiska sommarspelen i Montréal, genom att notera 7 974 poäng.
Han är äldre bror till sångerskan Ann-Kristin Hedmark och har varit gift med höjdhopparen Linda Hedmark.